# Domäne Blankenburg (Harz)

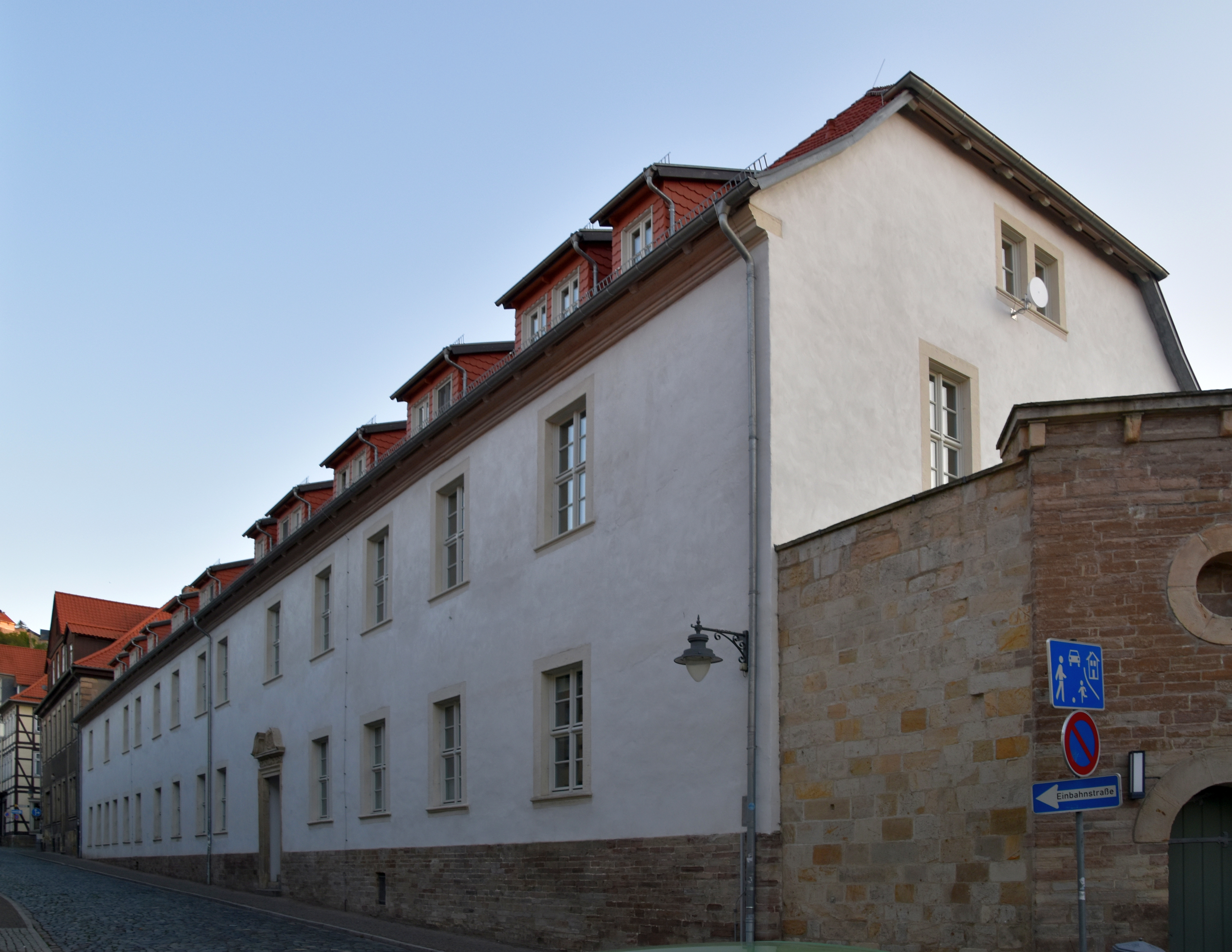
Ansicht des Verwaltungsgebäudes aus 1713 (Straßenseite, 2020)

Die Domäne Blankenburg ist ein unter Denkmalschutz stehender, ehemaliger herzoglicher Gutshof in Blankenburg (Harz) im Landkreis Harz in Sachsen-Anhalt mit der Adresse Tränkestraße 10.

## Verwaltungsgebäude und Stallungen

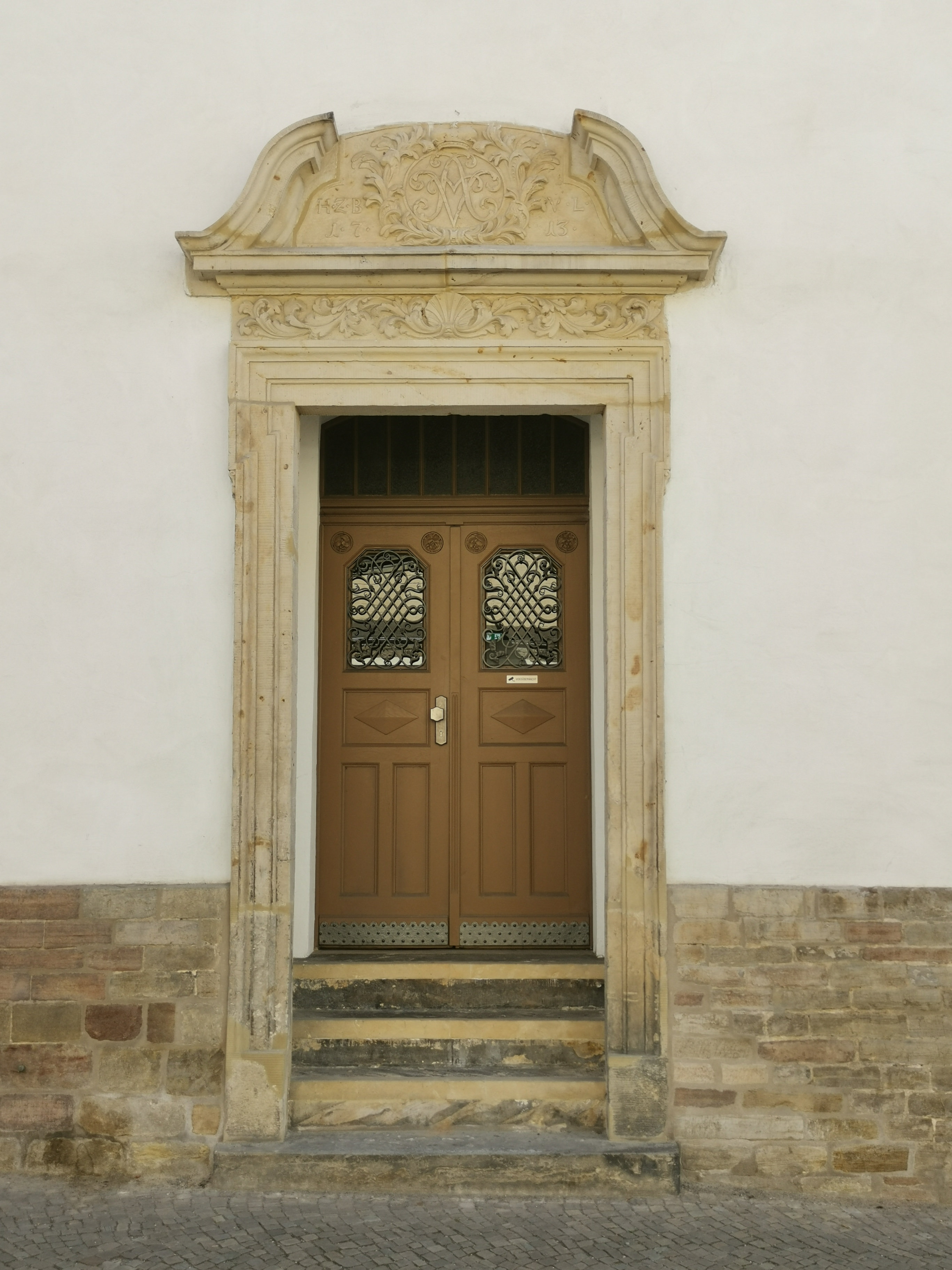
Eingangstür des Verwaltungsgebäudes an der Tränkestraße mit Wappen von Herzog Anton Ulrich und seinen Initialen A V unter der Herzogskrone, darunter die Initialen H(erzog) Z(u) B(raunschweig) V(nd) L(üneburg) und der Jahreszahl 1713 (2020)

Das Verwaltungsgebäude von 1713 ist ein verputzter zweigeschossiger Bau und Mansardendach und entstand nach Plänen des herzoglich-wolfenbüttelschen Hofbaumeisters Hermann Korb. Hinter dem Verwaltungsgebäude befinden sich hufeisenförmig die ehemaligen Stallungen. In der Mitte des Hofes befindet sich ein ehemaliges Taubenhaus.

## Geschichte
Der Gutshof wurde 1711–1713 als ehemaliges Klostergut zur herzoglichen Domäne umgebaut. Sie diente als Wirtschaftshof des Blankenburger Schlosses für Herzog Anton Ulrich.
Die Grundlage zur herzoglichen Domäne war Anfang des 18. Jahrhunderts mit dem Bau des Verwaltungsgebäudes an der Tränkestraße samt Hof und Lagergebäuden gelegt worden.
Die Hofanlage wurde danach im 18. Jahrhundert mit langgestreckten Lager- und Stallgebäuden aus Sandstein, versehen mit Ladeluken, doppelten Schleppgauben und gewölbten Fenstern, erweitert. In dieser Zeit entstand auch der Taubenturm im hinteren Teil des Hofes.
In einer der alten Unterlagen wird für das Jahr 1834 bereits vom bestehenden Tränketor als Eingangsportal des Domänenhofes gesprochen. Nicht eindeutig geklärt werden konnte aber, ob das gesamte Tor oder nur Teile davon für die Hofeinfahrt verwendet wurden.
Zuvor war das Tränketor Bestandteil der Blankenburger Stadtmauer.
Bestätigt ist auch, dass sie Eigentum der Herzoglichen Kammer war, der Direktion der Domänen zu Braunschweig. Diese verpachtete sie 1908 an den Oberamtsmann Wilhelm Barnstorf, laut Vertrag bis 1926. Nach dem Ersten Weltkrieg und der Revolution von 1918 ging der Besitz aber wieder in die Verwaltung der Braunschweiger Domänenkammer über. Zu DDR-Zeiten beherbergte die Domäne eine LPG mit Rinderzucht. Im Verwaltungsgebäude waren Wohnungen und ein Fischladen.
Von 1991 bis 2010 stand die Domäne leer. Sie wurde im Januar 2011 in Teilen verkauft, das Verwaltungsgebäude erwarb der Trink- und Abwasserzweckverband Vorharz, die Stallungen der ehemalige CDU-Politiker Bernhard Daldrup. 2017 wurden Teile der Serie Der Krieg und ich auf der Domäne gedreht. Nach einer Teilsanierung ist im ehemaligen Verwaltungsgebäude nun der Trink- und Abwasserzweckverband Vorharz untergebracht, im Hof auf der rechten Seite eine Praxis für Mund-Kiefer- und Gesichtschirurgie. Der Taubenturm wurde von der Stadt Blankenburg instand gesetzt. Die anderen Teile des Hofes werden schrittweise weiter saniert.
Im Denkmalverzeichnis des Landes Sachsen-Anhalt ist das Haus unter der Erfassungsnummer 094 00727 als Baudenkmal verzeichnet.